# Tripoli Sporting Club
Il Tripoli Sporting Club (in arabo نادي طرابلس الرياضي‎?), meglio noto come Tripoli, è una società calcistica libanese con sede nella città di Tripoli. Milita nella Prima Divisione, la massima serie del campionato libanese di calcio.
Fondato nel 2000 come Olympic Beirut, centrò il double nella stagione 2002-2003, vincendo campionato e coppa nazionale. Nel 2005 il club fu ricostituito con il nome di Tripoli Sporting Club e, nel 2015, vinse la Coppa di Libano.

## Storia
Il club fu fondato con il nome di Olympic Beirut nel 2000. Vincendo il campionato libanese e la Coppa di Libano nel 2002-2003, centrò il double e si qualificò alla Coppa dell'AFC 2004. A causa di problemi finanziari, nel 2005 il club fu trasferito nella città settentrionale di Tripoli e ribattezzato Tripoli Sporting Club.
Nel 2015 il Tripoli vinse nuovamente la Coppa di Libano, primo trofeo vinto con il nuovo nome.

## Palmarès

### Competizioni nazionali
- Campionato libanese: 1

2003
- Coppa del Libano: 2

2002-2003, 2014-2015
- Seconda Divisione: 1

2010-2011

### Altri piazzamenti
- Campionato libanese:

Terzo posto: 2003-2004
- Coppa di Libano:

Finalista: 2004-2005, 2013-2014

## Tifoseria

### Gemellaggi e rivalità
Il Tripoli gioca il "derby di Tripoli" con l'Ijtimaii, dato che entrambi hanno sede nella stessa città. La squadra gioca anche il "derby del Nord" con il Salam Zgharta, altra squadra geograficamente vicina.